# Can Roca (Sant Miquel de Fluvià)
Can Roca és un mas situat al municipi de Sant Miquel de Fluvià, a la comarca de l'Alt Empordà. Es troba a la vora del Fluvià.